# (4755) Nicky
(4755) Nicky ist ein Asteroid des inneren Hauptgürtels, der am 6. Oktober 1931 von dem US-amerikanischen Astronomen Clyde Tombaugh (1906–1997) am Lowell-Observatorium (IAU-Code 690) in Flagstaff, Arizona entdeckt wurde, anderthalb Jahre nach seiner Entdeckung des Zwergplaneten Pluto.
Die Umlaufbahn des Asteroiden um die Sonne hat mit 0,2490 eine hohe Exzentrizität.
Julian Oey untersuchte vom 13. bis 19. November 2007 am Kingsgrove Observatory in einem Vorort Sydneys die Lichtkurve des Asteroiden und ermittelte eine Rotationsperiode von 5,057 (± 0,002) Stunden.
Nach der SMASS-Klassifikation (Small Main-Belt Asteroid Spectroscopic Survey) wurde bei einer spektroskopischen Untersuchung von Gianluca Masi, Sergio Foglia und Richard P. Binzel bei (4755) Nicky von einer hellen Oberfläche ausgegangen, es könnte sich also, grob gesehen, um einen S-Asteroiden handeln.
(4755) Nicky wurde am 27. Juni 1991 nach Nichole Tombaugh benannt, einer Enkelin Clyde Tombaughs. Nach einer weiteren Enkelin Clyde Tombaughs, Shawna Willoughby, war der von ihm entdeckte Asteroid des inneren Hauptgürtels (4510) Shawna benannt worden.